# マニアマニエラ
『マニアマニエラ』は、テレビ西日本で放送されていた音楽番組。テレビ西日本公式サイトの番組表とEPGにおいては「マニア・マニエラ」と中黒ありの表記が使われているが、実際のタイトルロゴは中黒無しの「マニアマニエラ」である。2020年9月25日におよそ24年間にわたる放送が終了した。

## 概要
最新の音楽情報と福岡などで行われるライブイベントの情報を紹介する深夜番組。当初はナビゲーターの顔出し出演は無く、プロモーションビデオの映像に喋りの音声が入るというビデオジョッキー形式の番組であったが、新垣泉子のナビゲーター就任以降は顔出し出演が行われた。

## 放送時間
基本時間のみを記す。
- 月曜 25:45 - 26:00 （火曜 1:45 - 2:00、2007年度 - 2008年度） - 2007年10月8日のみ24:50 - 25:05に放送。
- 月曜 26:00 - 26:15 （火曜 2:00 - 2:15、2009年度） - 2009年12月まで。2010年1月以降は基本的に25:45 - 26:00に放送。
- 水曜 26:00 - 26:15 （木曜 2:00 - 2:15、2010年度以降） - 『東京リトル・ラブ』の放送期間中は26:10 - 26:25に放送。
- 金曜　25:50 - 26:05 （土曜　1:50　-　2:05、2014年度以降）
- 金曜　25:40 - 25:55 （土曜　1:40　-　1:55、2015年4月から9月）
- 金曜　25:10 - 25:25 （土曜　1:10　-　1:25、2015年10月から2016年3月）
- 金曜　25:55 - 26:10 （土曜　1:55　-　2:10、2016年4月から2020年9月）

## 放送終了時のナビゲーター
橋本真衣
（TNCアナウンサー、2016年度から）
2016年度から就任。たけると共に「まいたけコンビ」として出演。
たける
（歌手・タレント、2014年5月から）
松尾アナウンサーと共に二人体制でナビゲーターをつとめる。

### 過去のナビゲーター
永松ケンシ
（ラジオDJ、2008年度まで）
初代ナビゲーター。
新垣泉子
（TNCアナウンサー、2009年度から2012年度まで）
永松の降板を受けて2代目ナビゲーターに就任。『女子アナあわー アナ♥てな』で定着した綽名から、この番組では“アラカキモッチー”として紹介されていた。番組進行は一応音楽番組の体裁を保っていたものの、個人的な語りをするシーンもかなり多かった。最後の出演回となった2013年4月3日放送分では3代目ナビゲーターの松尾と共演し、彼に番組を託した。
松尾幸一郎
（TNCアナウンサー、2013年度から2015年度まで）
新垣の降板を受けて3代目ナビゲーターに就任。